# Медаль «За отличие в мореходстве»
Медаль «За отличие в мореходстве» — государственная награда Российской империи, предназначавшаяся для отличившихся в торговом флоте шкиперов и штурманов.
Медаль учреждена 12 (24) февраля 1830 года указом Николая I. Этой медалью награждали в период вплоть до царствования Николая II включительно.

## Порядок награждения
Медалями награждались шкиперы и штурманы (то есть капитаны кораблей и их заместители), отслужившие не менее 12 лет. Также было необходимо побывать не менее чем в шести плаваниях в далёкие иностранные порты. Известно, что награждения были довольно редкими: так, в 1871—1880 годах было в среднем по 4 награждения в год.

## Описание медали
Медали были сделаны из золота или серебра. Диаметр — 41 мм. На лицевой стороне медали изображён портрет императора, который правил во время награждения. Например, во время правления Николая I на лицевой стороне медали был его портрет, обращённый вправо, а по окружности вдоль края медали надпись: «Б.М.НИКОЛАЙ I ИМПЕРАТОРЪ И САМОДЕРЖЕЦЪ ВСЕРОСС.». Аверс соответственно менялся с началом царствования нового императора. На оборотной стороне медали изображена Минерва, держащая в правой руке лавровый венок, в левой — жезл с гербом Российской империи. На заднем плане изображено парусное судно в море. В верхней части медали по дуге надпись: «ЗА ОТЛИЧИЕ ВЪ МОРЕХОДСТВѢ.», снизу под обрезом изображения дата: «12 ФЕВ: 1830». В 1905 году реверс немного изменился — под обрезом изображения появилась ещё одна дата: «7 НОЯБ: 1902».
Медали чеканились на Санкт-Петербургском монетном дворе.

## Порядок ношения
Медаль имела ушко для крепления к ленте. Носить медаль полагалось на шее. Использовалась Аннинская или Станиславовская лента.

## Изображения медалей
- Станиславовская лента

### Комментарии
1. ↑  Медальер, работавший над медалями в царствование Александра II.
2. ↑  Медальеры, работавшие над медалями в царствование Александра III.
3. ↑  Медальеры, работавшие над медалями в царствование Николая II.